# Aras Bulut İynemli
Aras Bulut İynemli (n. 25 august 1990, Istanbul) este un actor turc. Este cunoscut mai ales pentru roluri din seriale precum Suleyman Magnificul, Trădarea și altele. Acum lucrează împreună cu Hazal Kaya la un nou serial numit Maral. Unul dintre prietenii lui buni este actorul Engin Öztürk, care a jucat rolul prințului Selim din serialul Suleyman Magnificul.

## Filmografie
| Titlu                   | Titlu tradus        | An        | Rol             | Note               |
| ----------------------- | ------------------- | --------- | --------------- | ------------------ |
| Arka Sokaklar           |                     | 2009      | Kenan           | Serial TV          |
| Öyle Bir Geçer Zaman Ki | Trădarea            | 2010      | Mete Akarsu     | Serial TV; 2010–13 |
| Mahmut ile Meryem       | Mahmut și Meryem    | 2013      | Mahmut          |                    |
| Muhteşem Yüzyıl         | Suleyman Magnificul | 2013      | Prințul Baiazid | Serial TV; 2013–14 |
| Tamam miyiz?            |                     | 2013      | İhsan           |                    |
| Çukur                   | Groapa              | 2017      | Yamaç Koçovalı  |                    |
| İçerde                  | Intrusul            | 2016-2017 | Mert Karadağ    | Serial TV 2016-17  |

## Premii și nominalizări
| Premiu                      | An   | Categorie                               | Lucrare nominalizată    | Rezultat |
| --------------------------- | ---- | --------------------------------------- | ----------------------- | -------- |
| Antalya Television Awards   | 2011 | Best Supporting Actor in a Drama Series | Öyle Bir Geçer Zaman Ki | Câștigat |
| TelevizyonDizisi.com Awards | 2011 | Best Supporting Actor                   | Öyle Bir Geçer Zaman Ki | Câștigat |